# 杰米扬斯克盾章
杰米扬斯克盾章（德語：Ärmelschild Demjansk）是第二次世界大战中納粹德國设立的颁发给曾于傑米揚斯克包圍戰中作战的德意志國防軍人员的奖章。该盾章纪念的是納粹德國通过空中桥梁（补给方式）成功保卫傑米揚斯克一役。二战东线战场上的杰米扬斯克包围战中，德军部队在位于列宁格勒以南的杰米扬斯克地区被苏联红军包围。该盾章于1943年4月25日由阿道夫·希特勒授权设立，1944年7月1日停止颁发。

## 设计
盾章顶部为双翼向下展开的鹰徽，鹰爪紧抓一个月桂花环，花环内部有一个卐字徽。花环两侧各有一座带有射击口的掩体。再往下则是全大写的“DEMJANSK”字样。盾徽中部的图案是一架单发动机飞机的正视图案和两把交叉的剑，盾徽最底部是年份“1942”  。该臂章的飞机图案有两个版本，差别很小，一种是直螺旋桨，另一种是弯螺旋桨。
盾徽为冲压工艺，初期版本为镀银锌制，后期版本则没有镀银工艺。盾章背后的陪衬布料的颜色与受勋者的军服颜色一致： 
- 納粹德國陸軍 浅灰绿色（原野灰）
- 納粹德國空軍 藍色
- 装甲部队 黑色
- 武装党卫队 原野灰

## 颁发标准
陆军、党卫军及辅助部队的获奖标准为：在包围圈内光荣服役60天或在包围圈内负伤；空军人员的获奖标准为：在包围圈上空执行50次战斗或补给任务  。